# Noise (manga)
Pour les articles homonymes, voir Noise.
Noise (ノイズ, Noizu, littéralement « Bruit ») est un seinen manga de Tetsuya Tsutsui, prépublié dans le magazine Grand Jump entre le 6 décembre 2017 et le 22 janvier 2020 et publié en un total de trois volumes reliés par l'éditeur Shūeisha. La version française est publiée par Ki-oon dans la collection « Ki-oon Seinen ».
Une adaptation cinématographique live est prévue pour 2022.

## Personnages
Keita IzumiLe jeune cultivateur de trente-quatre ans, propriétaire du verger dans le bourg de Shishikari.
Jun TanabeLe jeune travailleur au verger de trente-deux ans, ami de Keita Izumi. Il est également chasseur.
Mutsuo SuzukiL’inconnu au comportement mystérieux qui apparaît dans la propriété de Keita Izumi. Il y a quatorze ans, il fut arrêté pour le viol et le meurtre d’une jeune étudiante.
Shinichiro MoriyaLe nouveau gardien de la paix au commissariat de Johoku, vingt-cinq ans.
Tsutomu HatakeyamaL’inspecteur de la première section de la brigade criminelle, police préfectorale d’Anchi. Il a cinquante-six ans. Il est chargé de rechercher Mutsuo Suzuki qui a disparu.
Kana IzumiLa femme de Keita, dont il s’est séparé. Elle a trente-deux ans.
Erina IzumiLa fille de Keita, huit ans.
Tadashi OkazakiLe brigadier de quarante-huit ans, ayant accueilli Shinichiro Moriya au commissariat de Johoku.
Keko SuzukiLa fille de Mutsuo Suzuki, femme au foyer de quarante-deux ans.

## Manga
Noise est scénarisé et dessiné par Tetsuya Tsutsui. L'auteur commence sa préparation durant les trois années de pause qui succèdent à Poison City, son œuvre précédente, parue entre 2014 et 2015. Originaire de la campagne, il choisit de situer dans cette nouvelle série le lieu de l'action en milieu rural pour l'isolement qu'elle procure, la transformant paradoxalement en huis clos propice au développement d'un thriller.
Noise commence sa prépublication dans le magazine Grand Jump le 6 décembre 2017 et la termine le 22 janvier 2020. La série est publiée par l'éditeur Shūeisha en un total de trois volumes reliés sortis entre mai 2018 et mars 2020.
La version française est publiée par Ki-oon en trois volumes sortis entre septembre 2018 et septembre 2020.

### Liste des volumes et chapitres
| no | Japonais       | Japonais          | Français         | Français          |
| no | Date de sortie | ISBN              | Date de sortie   | ISBN              |
| --- | -------------- | ----------------- | ---------------- | ----------------- |
| 1 | 18 mai 2018    | 978-4-08-891010-9 | 6 septembre 2018 | 979-10-327-0311-3 |
| Liste des chapitres : - Chapitre 1 : Le Visiteur - Chapitre 2 : Traque - Chapitre 3 : Cicatrice - Chapitre 4 : Pressentiment - Chapitre 5 : Dissimulation - Chapitre 6 : Rencontres - Chapitre 7 : Planque                                                                                           |                |                   |                  |                   |
| 2 | 19 mars 2019   | 978-4-08-891104-5 | 4 avril 2019     | 978-4-08-891104-5 |
| Liste des chapitres : - Chapitre 8 : La Main du démon - Chapitre 9 : Avis de recherche - Chapitre 10 : Corps étrangers - Chapitre 11 : Révélation - Chapitre 12 : Pour l’avenir - Chapitre 13 : Détermination - Chapitre 14 : Médiateur - Chapitre 15 : La Chambre froide - Chapitre 16 : Jun Tanabe |                |                   |                  |                   |
| 3 | 19 mars 2020   | 978-4-08-891410-7 | 3 septembre 2020 | 979-10-327-0514-8 |
| Liste des chapitres : - Chapitre 17 : Jun Tanabe - Chapitre 18 : Le Brigadier souriant - Chapitre 19 : Évaporé dans la nature - Chapitre 20 : Mémoire - Chapitre 21 : Famille recomposée - Chapitre 22 : Secret - Chapitre final : Retour                                                            |                |                   |                  |                   |

## Adaptation cinématographique
Une adaptation cinématographique live est annoncée le 2 juin 2021 par Warner Bros. Japan. Le film, tourné entre octobre et novembre 2020, est réalisé par Ryūichi Hiroki sur un scénario de Shō Kataoka et une musique de Yoshihide Ōtomo, avec Keita Fujiwara dans le rôle de Keita Izumi et Ken'ichi Matsuyama dans le rôle de Jun Tanabe. Le film est sorti le 28 janvier 2022 au Japon.

## Accueil

### Critique
Marc Vandermeer d’Actua BD souligne « la remarquable qualité graphique » du dessin de Tetsuya Tsutsui : « comme à son habitude, il crée une atmosphère sinistre et saisissante, très travaillée au niveau des décors. Un récit prenant, d’une qualité graphique optimale, et dont la conclusion laisse entrevoir une suite passionnante ». Pour L. Gianati de BD Gest', « excellente entrée en matière, ce premier tome de Noise, qui en comportera trois, contient tous les ingrédients d'un parfait thriller : captivant, intelligent et angoissant ». Pauline Croquet du Monde note que, « révélé par un éditeur français de mangas, le dessinateur Tetsuya Tsutsui revient avec son genre de prédilection, le thriller, cette fois bien loin des ambiances métropolitaines ».